# 藤原近成
藤原 近成（ふじわら の ちかなり）は、平安時代前期の官人。官位は従八位上・筑後掾。

## 経歴
筑後掾を務めていた際に、筑後少目・建部真貞、正六位上・清原利蔭らと共に筑後守・都御酉の殺害を計画。元慶7年（883年）6月に前筑後掾・藤原武岡と大宅近直に数十人を率いて都御酉の館を襲わせ、これを射殺の上で財物を略奪させた。しかし、大宰府による捜索を受けて8月に実行犯は捕縛されてしまう。同年10月に藤原良積が推問筑後国殺害使に任ぜられて九州に下向し、さらに翌元慶8年（884年）6月に弾正少弼・安倍肱主らが大宰府に派遣されて推問が行われた。刑部省での裁定の結果、仁和元年12月（886年1月）に近成は首謀者として死罪となるが、詔によって死一等を減じ、遠流となったという。その後の消息は不明。
また、『尊卑分脈』などの各系図には近成の名がなく、詳しい系譜は不明である。